# LAX Automated People Mover
LAX Automated People Mover del Aeropuerto Internacional de Los Ángeles (LAX), es un sistema de transporte hectométrico bajo construcción, conocido en inglés como SkyLink, en la ciudad de Los Ángeles, California.
Tendrá una longitud de 3.62 km y conectara los terminales del LAX, a los estacionamientos del aeropuerto, centro de Alquilar de automóviles más grande del mundo y al Metro de la ciudad. Es operado por LAX Integrated Express Solutions (LINXS). Esta programado para ingurarse en enero de 2026. Será gratuito, y funcionara 24 horas al día toda la semana. Llegara cada dos minutos en hora pico.

### Guía de estaciones
| Nombre de Estación                            | Numeración                                                | Terminales, Conexiones y Servicios |
| --------------------------------------------- | --------------------------------------------------------- | --- |
| WEST Central Terminal Area (CTA)              | - Estación - A Area Central de Terminales Oeste           | - Terminal - 3, 4, (TBIT) Terminal Internacional Tom Bradley - Estacionamiento P3, P4 |
| CENTER CTA                                    | - Estación - B Area Central de Terminales Centro          | - Terminal - 1, 2, 5 y 6 - Estacionamientos P2a, P2b, P5 y P6 |
| EAST CTA                                      | - Estación - C Area Central de Terminales Este            | - Terminal - 7, 8 - Estacionamientos P1, P7 - Theme Building |
| Terminal 9                                    | - Estación - D                                            | - Pleaneado futuro terminal |
| WEST Intermodal Transportation Facility (ITF) | - Estación - E Instalación de Transporte Intermodal Oeste | - Estacionamineto económico (Economy parking) - Aparcamiento disuasorio - Transporte de hoteles - rideshare como Uber y Lyft, taxi, y acceso a Airport Blvd.                                                                |
| EAST ITF                                      | - Estación - F Instalación de Transporte Intermodal Este  | - Líneas y en la estación bajo construcción LAX/Metro Transit Center Station del Metro de Los Ángeles. - Varias agencias locales de autobús incluyendo servicio LAX/FlyAway. - Aparcamiento disuasorio y Transporte privado |
| ConRAC                                        | - Estación - G Centro de Alquilar Automoviles Consolidado | - Renta de automóviles |

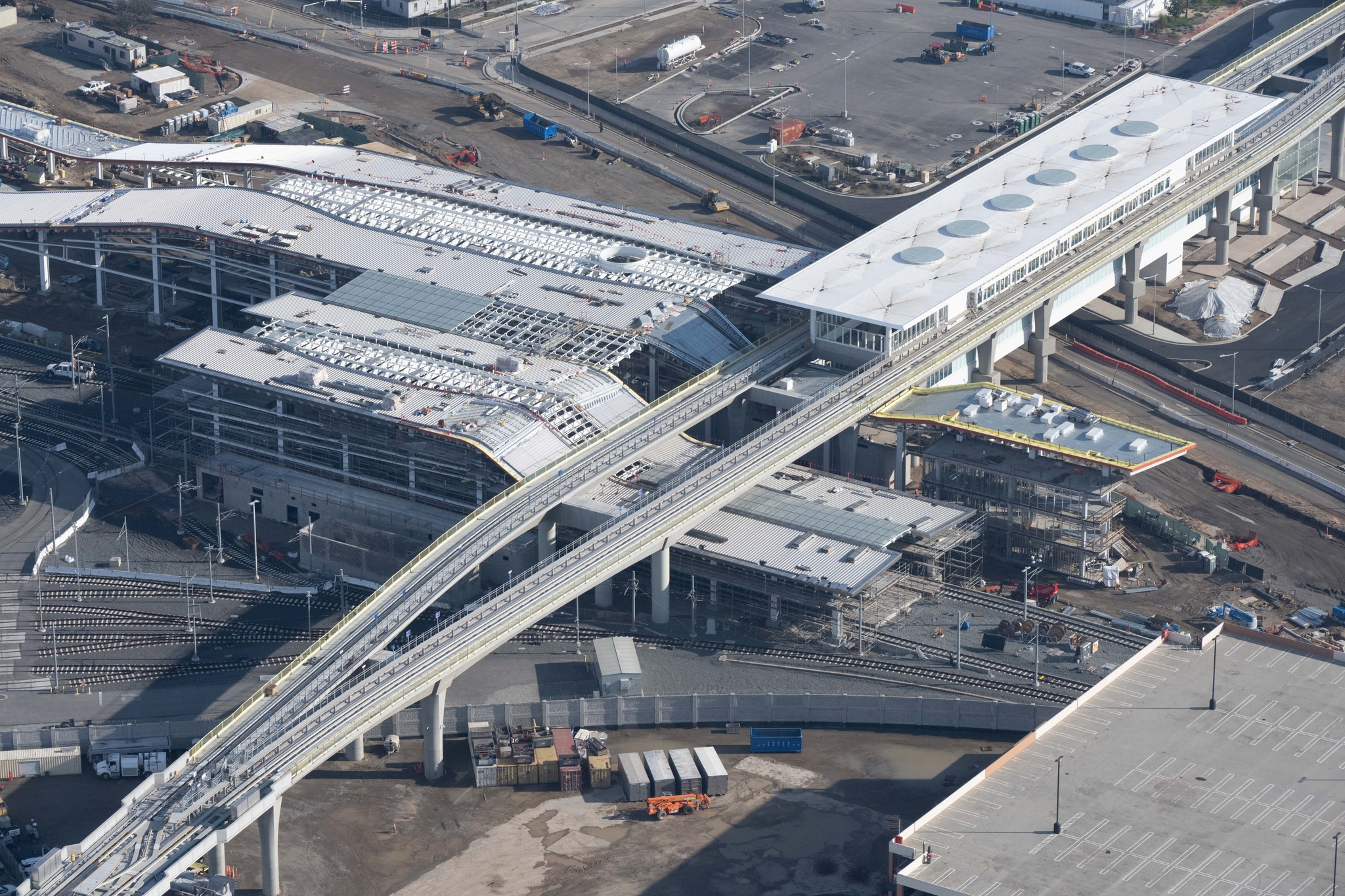
EAST ITF - Estacion F - LAX/Metro Transit Center